# 豊栄稲荷神社
豊栄稲荷神社（とよさかいなりじんじゃ）は、東京都渋谷区渋谷にある稲荷神社である。
隣接する金王八幡宮の兼務社であり、御朱印もそちらで拝受できる。

## 祭神
- 宇迦之御魂命

## 歴史
この神社は、1961年（昭和36年）渋谷駅近くにあった田中稲荷神社（渋谷氏によって創建されたという。）と区内道玄坂にあった豊澤稲荷神社が合祀されて建立された神社である。社殿の扁額には両社の社号が刻まれている。

## 例祭
- 毎年10月13日

## 文化財

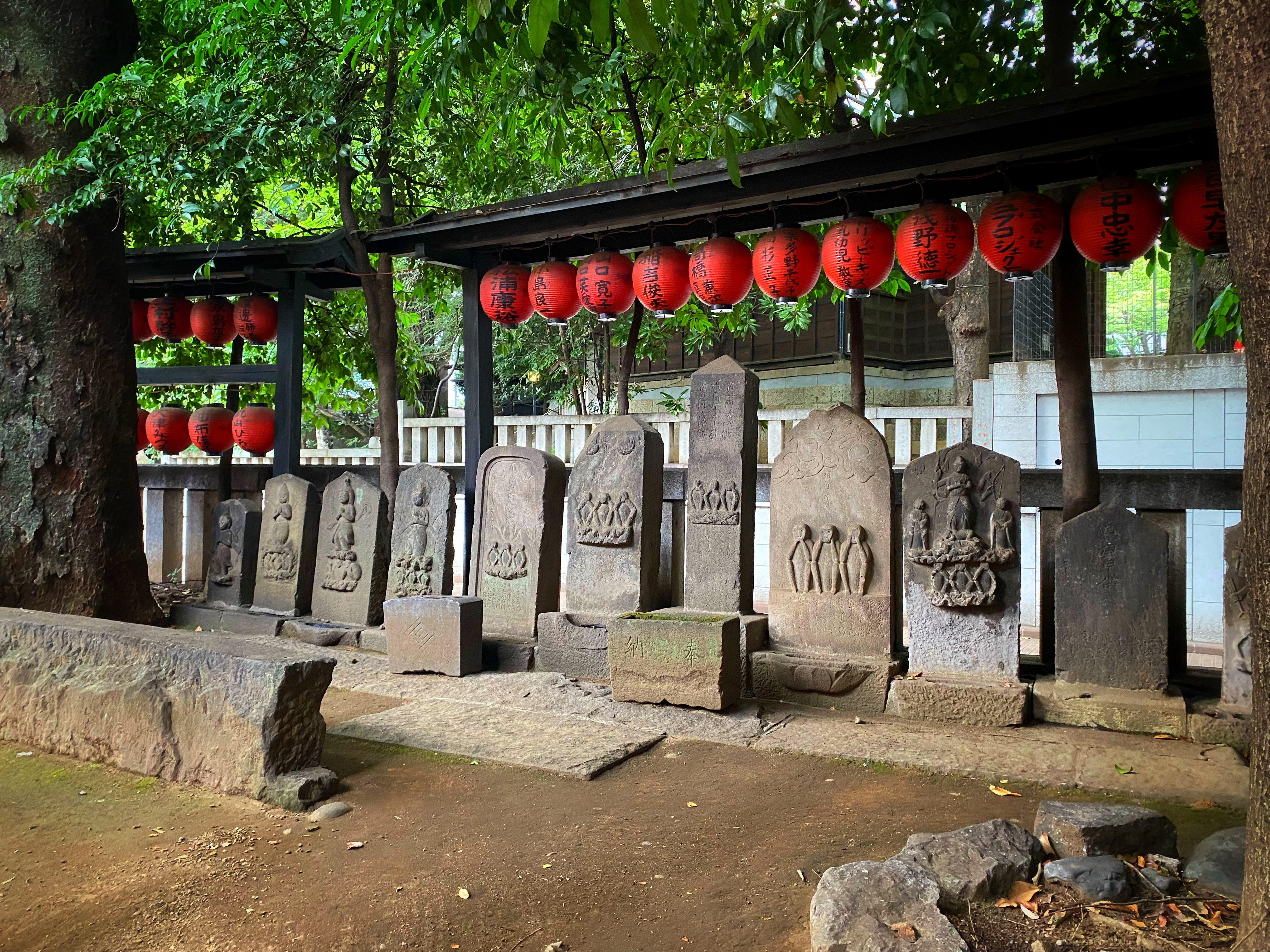
計13基の庚申塔群

- 石造庚申塔計13基の庚申塔群

## 所在地
- 東京都渋谷区渋谷3-4-7